# Astapovo
Lev Tolstoi este o mică așezare în partea de nord a ținutului Lipetsk, Rusia. Este centrul administrativ al Disctrictului Lev-Tolstovsky. Populația: 8,800 (la recensământul din 2005); 9,035 (la recensământul din 2002); 9,139 (la recensământul din 1989).
Această așezare a fost întemeiată în 1890 sub denumirea de Astapovo, inițial fiind o stație de cale ferată la intersecția drumurilor dintre Kozlov–Volovo și Moscova–Yelets. Lev Tolstoi, faimosul scriitor rus a murit în 1910 la Astapovo. În 1918 (sau 1920 după alte surse) stația fost redenumită prin „Lev Tolstoi”.